# Gunnel Swedner
Elsa Gunnel Swedner, född Polster den 1 december 1926 i Västra Vram, död den 20 juni 2015 i Vittsjö, var en svensk socionom.
Swedner har skrivit flera böcker tillsammans med maken Harald Swedner. Hon blev 1993 filosofie doktor på avhandlingen Traditioner som fängslar – En studie av det sociala arbetets motiv och framträdelseformer i Göteborg under tiden 1790–1918, framlagd vid Göteborgs universitet. Hon var syster till skådespelaren Hans Polster. Makarna Swedner är begravda på Vittsjö kyrkogård.